# Arco scenico

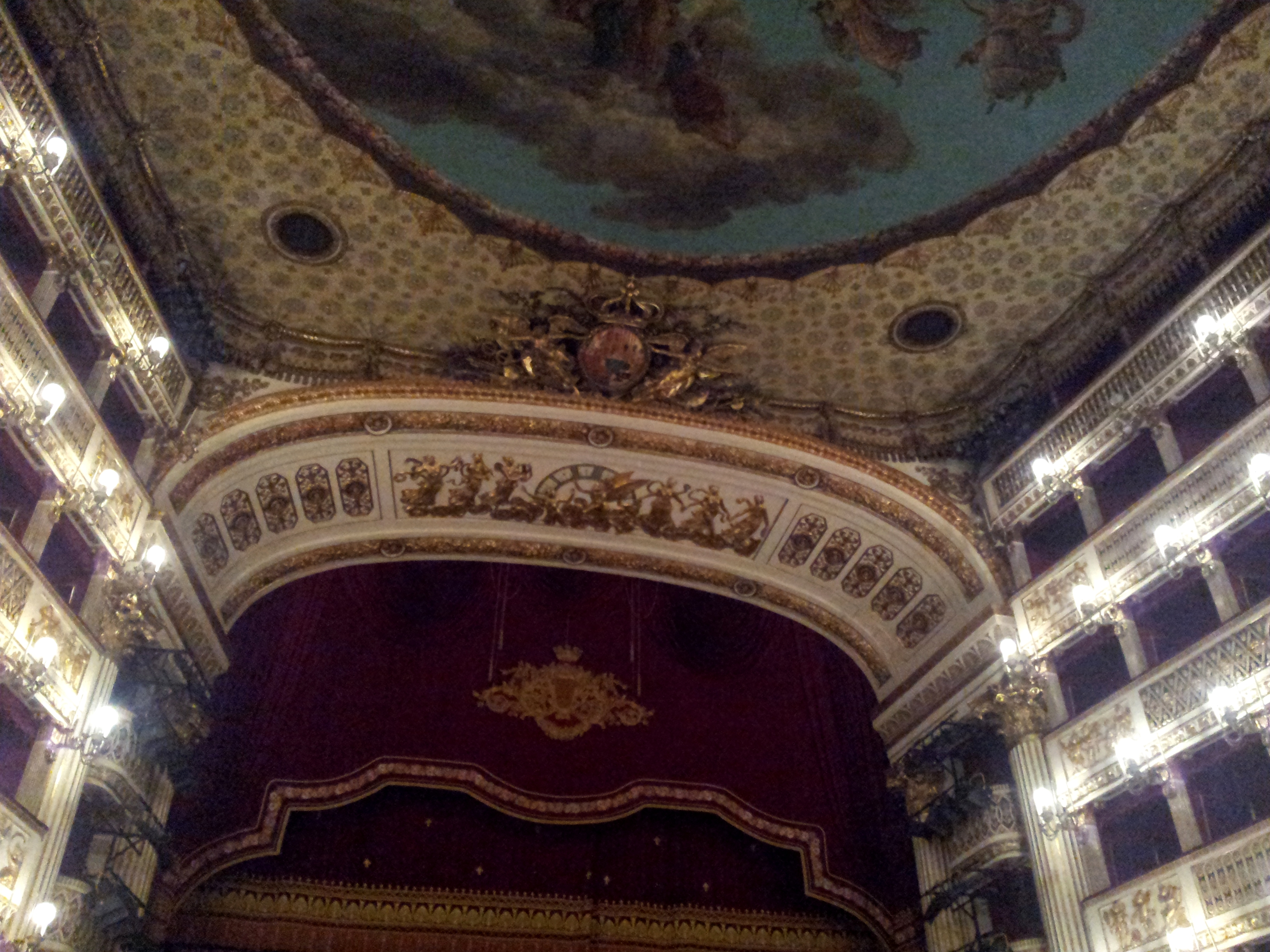
L'arco scenico del teatro di San Carlo di Napoli

Nei cosiddetti "teatri all'italiana", l'arco scenico è il grande arco situato nella parte superiore del palcoscenico e che ne delimita lo spazio incorniciandolo e separandolo da quello destinato agli spettatori.
Oltre a separare il palcoscenico dalla platea, ossia la sala del teatro dal luogo di azione, l'arco scenico è un elemento architettonico che può assumere varie forme e può essere costruito con diversi materiali, generalmente in muratura. 
Oltre al fine ornamentale, l'arco scenico ha una costante di rilievo nell'acustica generale del teatro.